# Ray Doggett
Elmer Ray Doggett (* 6. August 1936 in Sweetwater, Texas; † 16. März 2002 in Nashville, Tennessee) war ein US-amerikanischer Rockabilly-Musiker, Songwriter und Produzent.

## Biografie
Ray Doggett wurde in der kleinen texanischen Stadt Sweetwater geboren. Während der High School begann er, Gitarre zu spielen und war Mitglied mehrerer Bands. 1953 machte er seinen Schulabschluss und gründete ein Jahr später seine eigene Band, die Zircons. 1956 eröffneten Doggett und seine Band ein Konzert für die Country-Stars Marty Robbins und Johnny Horton in San Antonio. Bennie Hess, Besitzer des Labels Spade Records in Houston, wurde auf Doggett aufmerksam und gab ihm die Chance, seine erste Platte aufzunehmen.
Im Sommer 1956 erschien Doggetts erste Rockabilly-Single Go Go Heart / Falling Tear Drops, die aufgrund von Spades begrenzten Möglichkeiten aber nur lokale Erfolge verbuchen konnte. Doggett tourte danach mit seinem Freund Royce Porter, der ebenfalls bei Spade unter Vertrag war, und spielte auch auf einer von Porters Aufnahme-Sessions. Anfang 1957 erschien mit It Hurts the One Who Loves You / That's the Way Love Is with Me eine zweite Platte bei Spade, die sich wieder lokal gut verkaufte. Aufgrund dieser Tatsache konnte Bennie Hess ein Übereinkommen mit dem Majorlabel Decca Records vereinbaren, die die Single landesweit veröffentlichten. Doch auch dies brachte nicht den gewünschten Erfolg, denn die Platte schaffte es nicht in die Charts.
Mit seinem Talent als Komponist konnte Doggett in diesen Jahren jedoch einige Erfolge verbuchen. Zusammen mit Dean Beard schrieb er Rakin' and Scrapin und mit Slim Willet On My Mind Again. Zudem nahmen Musiker wie Mickey Gilley, Bob Denton, Ace Ball, Johnny Guidry, Jan Moore, Dharell Rhodes und Bruce Channell seine Kompositionen auf. Musikalisch gesehen versuchte Doggett sich auf kleinen texanischen Labels wie Kix, TNT Records und seinem eigenen Ken-Lee-Label. 1958 kehrte er noch einmal zu Bennie Hess zurück und veröffentlichte eine Single auf Hess’ neuem Label Pearl Records. Doggetts letzte Single erschien bei dem größeren Label Top Rank International, die ihm einen Plattenvertrag aufgrund von Doggetts steigender regionaler Popularität anboten. Doch auch hier konnte er mit der Single Can I Be the One / Restless Heart keinen Erfolg verzeichnen.
Frustriert vom ständigen Touren und vom Misserfolg wandte sich Doggett anderen Facetten des Musikgeschäfts zu. Bereits 1958 hatte er mit der Produktion von Kenny Rogers’ erster Single bei Carlton Records Erfolg gehabt und nun widmete er sich ganz der Produktion anderer Künstler. Während der 1960er-Jahre betreute er Musiker wie Tommy Clay, Huey Meaux, Lelan Rogers und die Counts. In den späten 1970er-Jahren produzierte Doggett George Straits erste Platten und führte in den frühen 1980er-Jahren das Unternehmen Big H. Sound Distributors aus den alten Gold Star Studios heraus. 1989 wurde in Deutschland von Hydra Records eine LP mit Doggetts kompletten 1950er-Werken herausgegeben. In den letzten Jahren seines Lebens baute er trotz Kehlkopfkrebs die Firma Entertainment Success Unlimited auf und produzierte 2002 kurz vor seinem Tod zusammen mit Ray Walker Shaun Averys Debüt-Platte. Ray Doggett starb 2002 im Alter von 67 Jahren an einem Herzinfarkt in Nashville. Er wurde in Sweetwater beigesetzt.

## Diskografie
| Jahr | Titel                                                           | Label #               |
| ---- | --------------------------------------------------------------- | --------------------- |
| 1956 | Go Go Heart / Falling Tear Drops                                | Spade 1928            |
| 1957 | It Hurts the One Who Loves You / That's the Way Love Is with Me | Spade 1932            |
| 1957 | It Hurts the One Who Loves You / That's the Way Love Is with Me | Decca 9-30295         |
| 1957 | Love Is Made of This / Now It's Over                            | Kix 102               |
| 1958 | No Doubt About It / I'm Afraid                                  | Pearl 45-716-P        |
| 1958 | Whirlpool of Love / High School Wedding Ring                    | TNT 159               |
| 1959 | Beach Party / So Lonely Tonight                                 | Ken-Lee 101           |
| 1959 | Can I Be the One / Restless Heart                               | Top Rank Int. RA-2025 |